# Маматаево
Маматаево (баш. Мәмәтәй) — деревня в Татышлинском районе Республики Башкортостан Российской Федерации. Входит в состав Буль-Кайпановского сельсовета.

## География

### Географическое положение
Расстояние до:
- районного центра (Верхние Татышлы): 13 км,
- центра сельсовета (Буль-Кайпаново): 7 км,
- ближайшей ж/д станции (Куеда): 15 км.

## История
До 2008 года деревня являлась административным центром Маматаевского сельсовета.

## Население
| 2002 | 2009 | 2010 |
| ---- | ---- | ---- |
| 335  | ↗337 | ↘313 |

Национальный состав
Согласно переписи 2002 года, преобладающая национальность — башкиры (93 %).